# Međuopštinska liga Pocerina
Međuopštinska liga Pocerina je jedna od ukupno 52 Međuopštinske lige u fudbalu. Međuopštinske lige su šesti nivo ligaških fudbalski takmičenja u Srbiji. U ligi se takmiče klubovi sa prostora Grada Šapca, opštine Vladimirci i Koceljeva. Liga broji 16 klubova. Viši stepen takmičenja je Mačvanska okružna liga, a niži Opštinska liga Vladimirci i Opštinska liga Šabac grupa Pocerina.

## Klubovi u sezoni 2017/2018
- Karađorđe, Mišar
- Dušan Silni, Šabanička Kamenica
- Šipurske livade, Šabac
- Vojvoda Stepa Stepanović, Draginje
- Trešnjavka, Trbusac
- Mladost, Belotić, (napustio takmičenje)
- Borac, Vladimirci (napustio takmičenje)
- Mladost, Pocerski Pričinović
- Sloga, Krnić
- Vlašić, Donje Crniljevo
- Radnički, Koceljevo
- Provo, Provo
- Dobrava, Vukošić
- Pričinović, Pocerski Pričinović
- Miloš Pocerac, Gornja Vranjska
- Pocerina, Jevremovac

## Spoljašnje veze
- Rezultati i tabela „Međuopštinska liga Pocerina“ www.srbijasport.net